# Daniel Wells
Daniel Wells (n. 31 iulie 1988, Neath⁠(d), Țara Galilor, Regatul Unit) este un jucător galez de snooker. 
Ocupă poziția 52 în lume, aceasta fiind și cea mai bună clasare din cariera sa. Nu a realizat niciodată breakul maxim. Wells a disputat o semifinală de Open Scoțian (2018).